# 세인츠 로우
《세인츠 로우》(Saints Row)는 볼리션이 개발하고 있는 오픈 월드형 범죄 액션 게임이다.
본래 THQ가 유통 및 발매했으나, THQ가 도산된 이후부터는 현재 딥 실버가 유통 및 발매를 담당하고 있다.
GTA, 또는 주인공이 정해져 있는 오픈 월드형 범죄 액션 게임과는 다르게 자기 마음대로 캐릭터를 꾸밀 수 있는 것이 특징이다.

## 시리즈 목록
- 세인츠 로우 (2006, 엑스박스 360)
- 세인츠 로우 2 (2008, 엑스박스 360, 마이크로소프트 윈도우, 플레이스테이션 3)
- 세인츠 로우: 더 서드 (2011, 엑스박스 360, 마이크로소프트 윈도우, 플레이스테이션 3, 닌텐도 스위치)
- 세인츠 로우 IV (2013, 엑스박스 360, 마이크로소프트 윈도우, 플레이스테이션 3, 플레이스테이션 4, 엑스박스 원)
- 세인츠 로우: 갓 아웃 오브 헬 (2015, 엑스박스 360, 마이크로소프트 윈도우, 플레이스테이션 3, 플레이스테이션 4, 엑스박스 원)
- 에이전트 오브 메이헴 (2017, 마이크로소프트 윈도우, 플레이스테이션 4, 엑스박스 원)
- 세인츠 로우 (2022)